# Aguela (Monforte de Lemos)
Aguela (llamada oficialmente A Agüela) es una aldea española situada en la parroquia de Valverde, del municipio de Monforte de Lemos, en la provincia de Lugo, Galicia.

## Localización
Se encuentra a una altitud de 327 metros sobre el nivel del mar, al este de la línea ferroviaria León-La Coruña.

## Demografía
| Gráfica de evolución demográfica de Aguela entre 2000 y 2020 |
|                                                              |
| Datos según el nomenclátor publicado por el INE.             |